# 王応麟
王 応麟（おう おうりん、嘉定16年7月19日（1223年8月17日）- 元貞2年6月12日（1296年7月13日））は、中国南宋時代の著名な儒学者・政治家。字は伯厚。号は深寧居士。慶元府鄞県（現在の浙江省寧波市鄞州区）の出身。同日に生まれた弟に王応鳳がいる。

## 生涯
幼少より学問に親しみ9歳にして六経に通じた。
淳祐元年（1241年）に進士及第、西安県の主簿に任命される。西安県の県人は主簿を若年であると軽視していたが法を厳正に執行する王応麟に恭順した。その後は浙西提挙常平茶塩主管帳司に昇進、父の王撝の喪のためにいったん官職を辞したが、喪が明けると揚州教授に任官されている。
当時官吏が昇進を優先するあまり学問を軽視する風潮に発憤、宝祐4年（1256年）に自ら博学宏詞科の試験に及第した。弟の王応鳳も開慶元年（1259年）に同科に及第し兄弟で皇帝から賞賛を受けた。その後は起居舎人、権中書舎人に昇進したが、当時の朝廷で権勢を誇っていた賈似道に疎まれ徽州知州に左遷された。その後再び中央に召され、秘書監権中書舎人に任命され、国史編修・実録検討と侍講・起居郎と吏部侍郎を歴任した。その後再び賈似道の圧力がかかり、母の喪を機として官職を辞す。賈似道の失脚後、復職して給事中左丞相にまで累進したが、自分の意見が容れられないことを理由に官職を退き、その後20年は学問に専念した。

## 著書
著書は全部で700巻に達し、『玉海』・『困学紀聞』など後世の歴史学に貢献している。
- 『深寧集』
- 『玉堂類稿』
- 『掖垣類藁』
- 『詩攷』
- 『詩地理攷』
- 『漢芸文志攷證』
- 『通鑑地理攷』
- 『通鑑地理通釈』
- 『通鑑答問』
- 『蒙訓』
- 『筆海』
- 『漢制攷』
- 『小学紺珠』